# Perzische Rijk

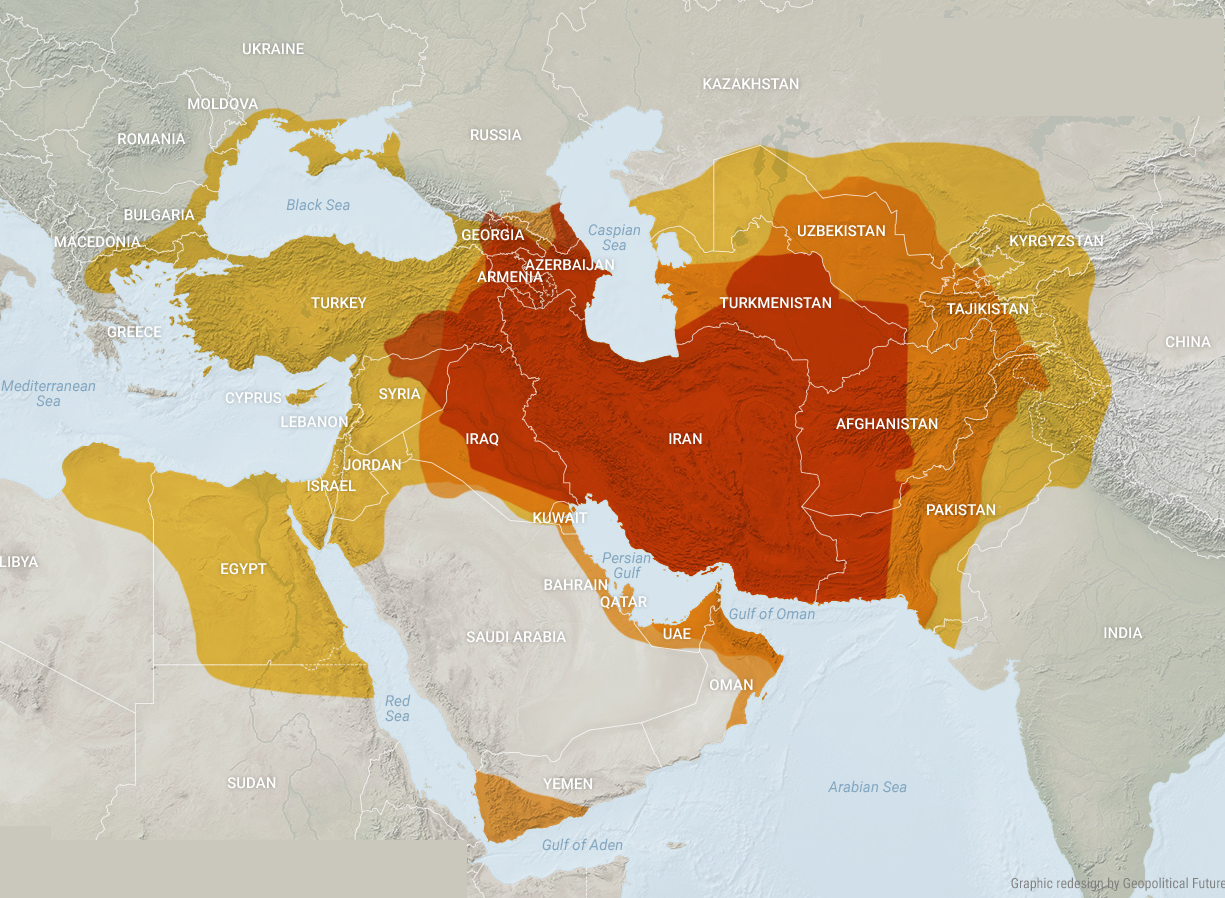
Verschillende rijken in de Perzische geschiedenis
Achaemeniden 500 v.Chr.
Sassaniden 224 tot 651
Safawieden 1501 – 1722

Het Perzische Rijk (Perzisch: شاهنشاهی ایران, Šâhanšâhiye Irân, letterlijk: "Keizerrijk Iran") was een uitgestrekt rijk in West-Azië waarover een aantal Iraanse/Perzische dynastieën hebben geregeerd.  De kern ervan bestond uit het huidige Iran, ook wel bekend als Perzië. De belangrijkste residenties van de heersers waren Babylon, Susa, Persepolis, Ctesiphon, Isfahan, Tabriz en Teheran. Het vroegst bekende koninkrijk in het huidige Iran was het Elamitische Rijk, dat door het Medenrijk werd opgevolgd. Het rijk van de Achaemeniden onder Cyrus de Grote wordt gewoonlijk als het eerste rijk genoemd dat als "Perzisch" kan worden bestempeld. 
Het Perzische rijk beslaat een groot deel van de geschiedenis van Iran.  Het nieuw-Perzische rijk van de Sassaniden was een van de landen, die door de Arabieren werden veroverd. Maar later kwamen er nieuwe islamitische Perzische rijken zoals de Samaniden-dynastie en de Safawieden-dynastie. De laatste dynastie die over het Perzische rijk regeerde was de Pahlavi-dynastie (1925-1979) 

## Naamgeving
De naam Perzië werd tot 1935 gebruikt door het Westen om de natie Iran, een deel van de oude bevolking daarvan, of het oude imperium ervan te beschrijven. Deze naam is afgeleid van de oude Griekse naam voor de Perzen, Persis. Dit komt beurtelings van de naam van een provincie in het zuiden van Iran, genaamd Fars (In de oudheid bekend als Persis) in de moderne Perzische taal en Parsi in het Middelperzisch. Persis is de hellenistische vorm van Parsi. Deze provincie was de kern van het originele Perzische Rijk. 
Na 1935 werd de naam Iran aangehouden op verzoek van de toenmalige sjah Reza Pahlavi. Dit om duidelijk aan te geven dat Perzen Ariërs zijn. Iran betekent in het Oudperzisch 'Het land van de Ariers'. In 1959 kondigde Mohammad Reza Pahlavi aan dat zowel Iran als Perzië formeel mochten worden gebruikt.

## De dynastie van de Achaemeniden

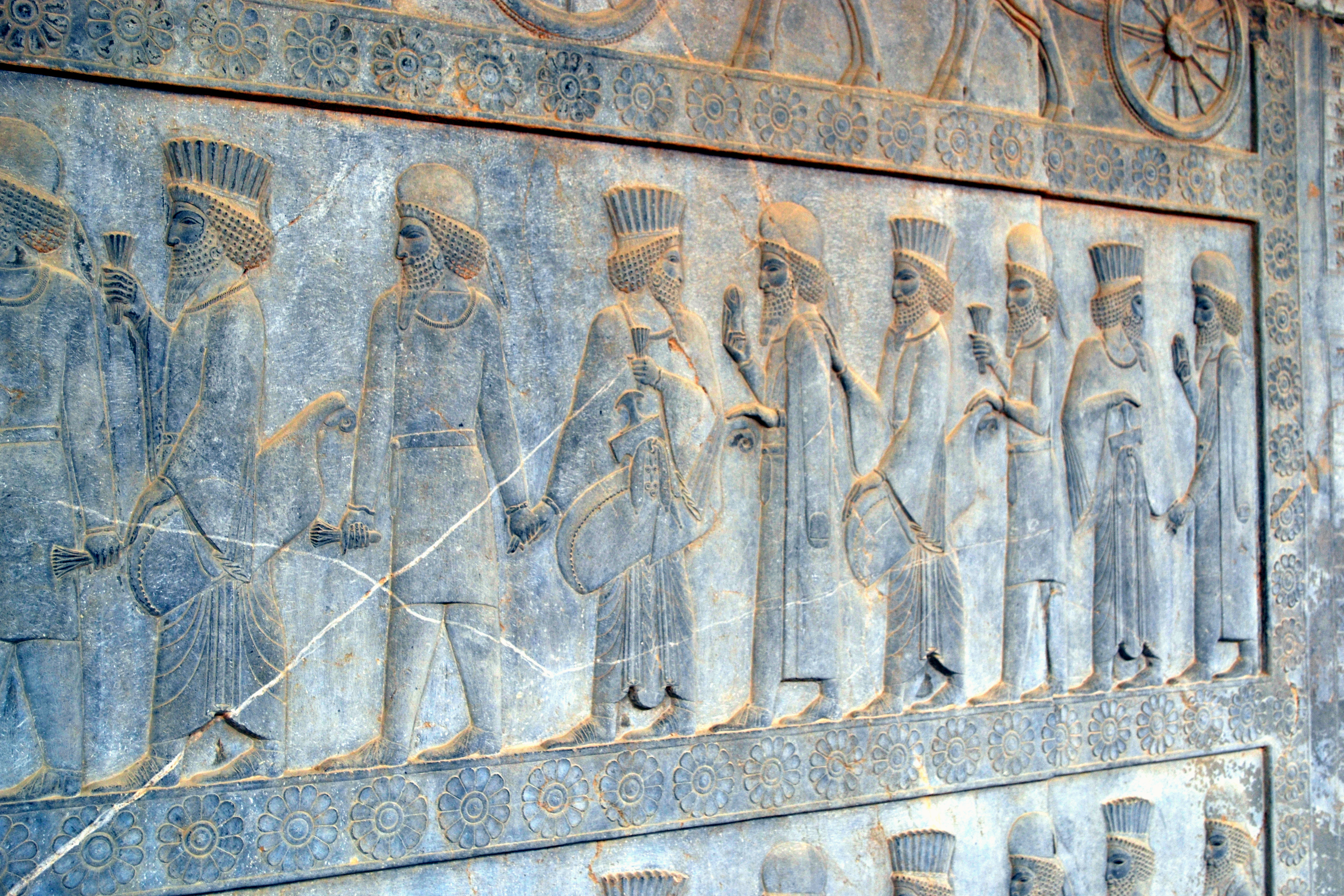
Meden en Perzen afgebeeld in de 5e eeuw v.Chr. in Persepolis. De Meden dragen ronde hoeden.

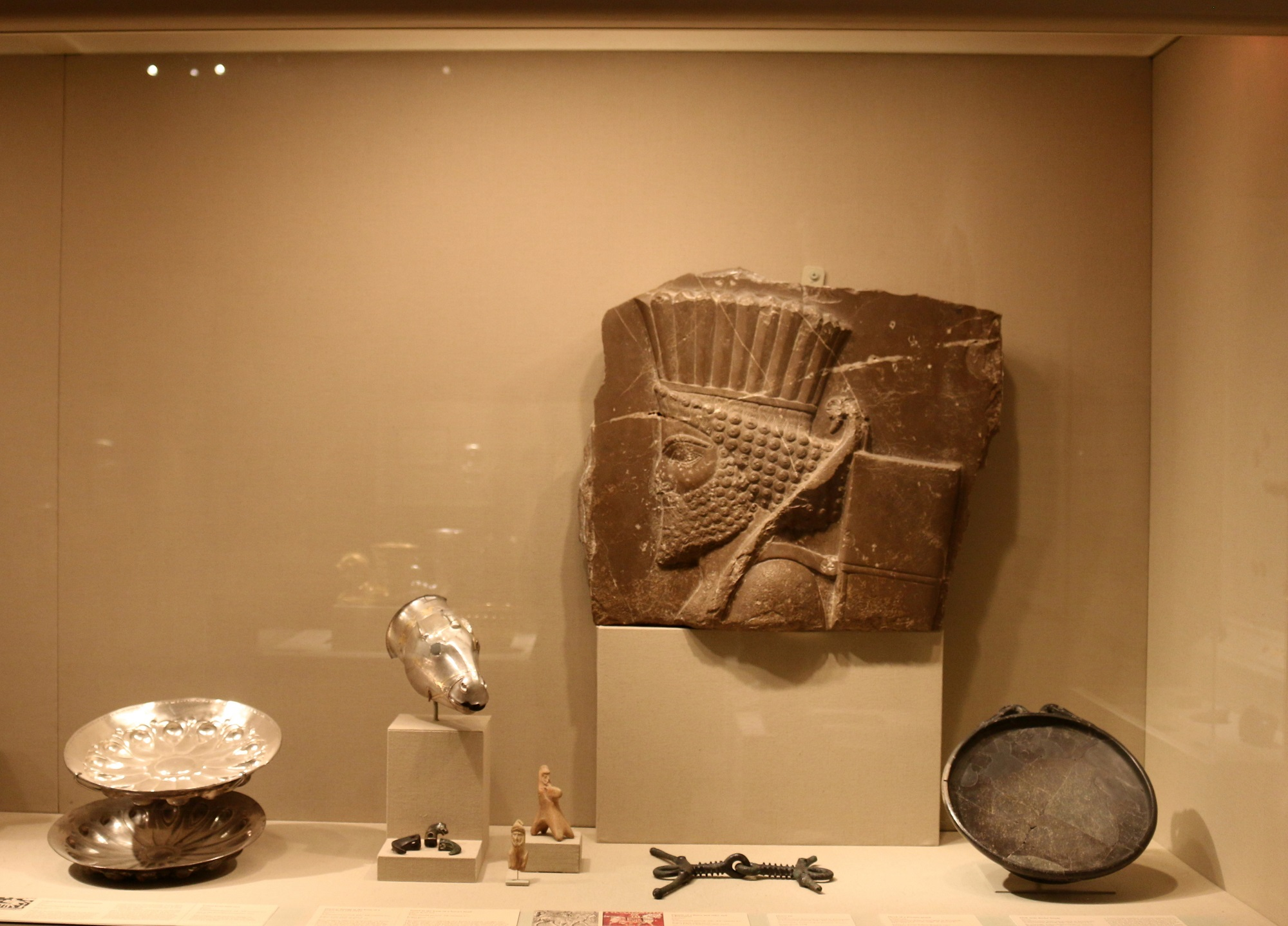
Kunst van het Perzische Rijk in het Metropolitan Museum of Art, New York

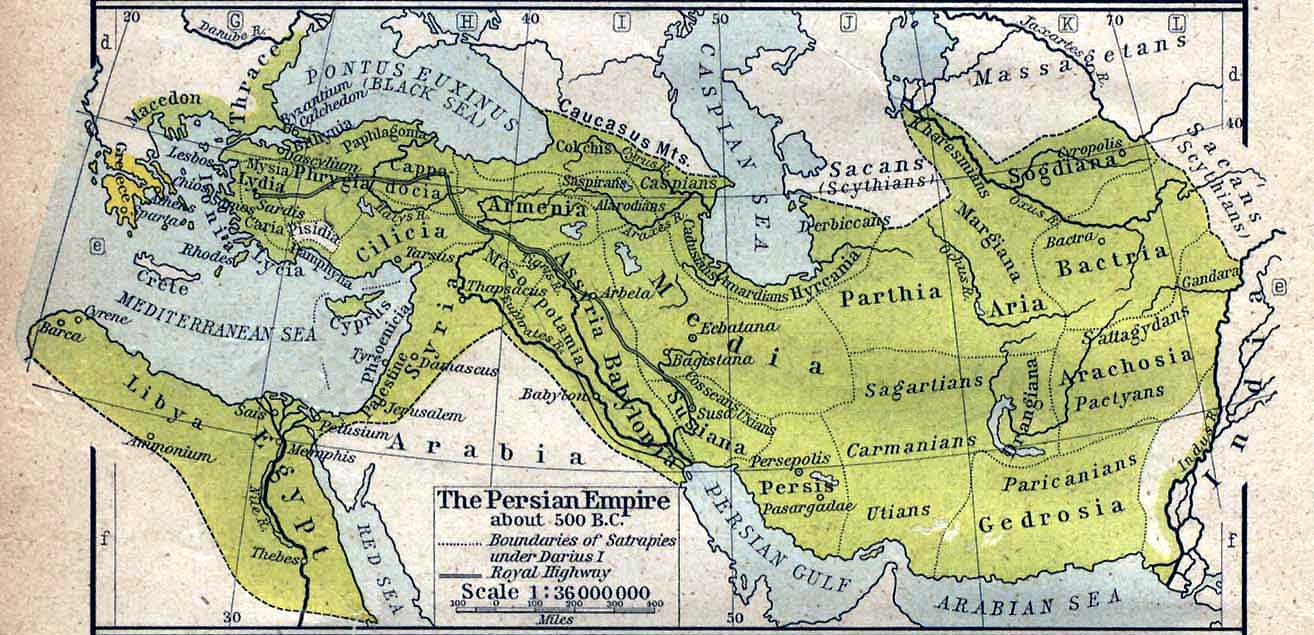
Perzische Rijk rond 500 voor Christus

Cyrus II de Grote volgde zijn vader Cambyses I rond 559 v.Chr. op. Op dat moment waren de Perzen nog onderworpen aan de Meden. Cyrus verenigde de Perzen, kwam in opstand tegen de Meden en stootte hun koning Astyages van de troon. Hij veroverde de rest van Medië rond 550 v.Chr. en nog meer veroveringen volgden spoedig. In 546 v.Chr. veroverde hij Lydië in Klein-Azië en in 539 v.Chr. marcheerde Cyrus triomfantelijk door de oude stad Babylon. Na deze overwinning kreeg hij naam als welwillende veroveraar. Hij stelde een beroemd manifest op, de Cyruscilinder. In dit handvest beloofde de koning om Babylon niet te terroriseren of zijn instellingen en cultuur te vernietigen. Cyrus sneuvelde volgens Herodotus tijdens een veldslag tegen de Massageten.
De zoon van Cyrus, Cambyses II, voegde Egypte toe aan het Perzische Rijk. Het imperium bereikte zijn grootste omvang onder Darius I. Hij liet Persepolis bouwen en leidde legers naar de Indusvallei en naar Europa. Zijn invasie van Griekenland werd gestopt na de Slag bij Marathon. Zijn zoon Xerxes probeerde ook om Griekenland te veroveren, maar hij werd in 480 v.Chr. verslagen in de Slag bij Salamis.
Het Perzische Rijk van de Achaemeniden was het grootste en krachtigste imperium tot dan toe. Wat nog belangrijker was, het werd goed geleid en werd efficiënt georganiseerd. Darius verdeelde zijn koninkrijk in ongeveer twintig provincies onder satrapen of gouverneurs, van wie velen een persoonlijke band met de sjah hadden. Hij stelde een belastingsysteem op om elke provincie geld en middelen te laten afdragen aan de regering. Hij nam het geavanceerde postsysteem van de Assyriërs over en breidde het uit. Geheime agenten, de Ogen en Oren van de Koning, die hem informeerden over de stand van zaken in het rijk, werden ook uit het Assyrische Rijk overgenomen. Darius I legde de beroemde Koninklijke Weg aan om de oude handelsroutes te verbeteren. Daardoor werd handel met landen ver van het imperium mogelijk. Hij verplaatste het beleidscentrum van Perzië naar Susa, dicht bij Babylon en dichter bij het centrum van het koninkrijk. De Perzen stonden toe dat lokale culturen intact bleven. Dit kwam het imperium op den duur ten goede, aangezien de veroverde volkeren geen behoefte voelden in opstand te komen.
Tijdens de periode van de Achaemeniden, werd het zoroastrisme de godsdienst van de heersers en de meeste mensen in Perzië. De profeet Zoroaster heeft vermoedelijk rond 600 v.Chr. geleefd. De nieuwe godsdienst was een vervanging van de verering van traditionele Arische goden, het benadrukte een universele strijd tussen goede en kwade goden. Zoroastrisme en zijn mystieke leiders, de magi, zouden een bepalend element in de Perzische cultuur worden.
Achaemenidisch Perzië verenigde mensen en koninkrijken van elke belangrijke beschaving uit die tijd, behalve China. Voor het eerst waren de mensen van zeer verschillende culturen, Griekse, Egyptische en Mesopotamische culturen in het westen en de hindoeïstische en boeddhistische culturen van het oosten, onder een heerser met elkaar in contact gebracht.

## Hellenistisch Perzië330-129 v.Chr.
De latere jaren van de dynastie van de Achaemeniden werden gekenmerkt door verval. Het machtigste imperium in de wereld stortte in slechts acht jaar in toen het onder vuur van de jonge Macedonische koning Alexander de Grote kwam.
Perzië kwam onder Griekse invloed in 401 v.Chr., toen de satraap van Sardis tienduizend Griekse huursoldaten inhuurde om te helpen hem te beveiligen. Dit duidt zowel op de politieke instabiliteit als de militaire zwakheid van laat-Achaemenidisch Perzië.
Philippus II van Macedonië, de leider van het grootste deel van Griekenland, en zijn zoon Alexander wisten deze zwakheid in hun voordeel te gebruiken. Philippus II maakte al plannen voor de 'bevrijding van de Ionische Griekse steden van het Perzische juk' maar overleed voor hij tot actie kon overgaan. Zijn zoon en opvolger Alexander liet zijn oog eveneens vallen op Perzië. Het leger van Alexander kwam in 334 voor Christus in Klein-Azië aan. Zijn legers trokken pijlsnel door Lydië, Fenicië en Egypte, alvorens zij alle troepen van Darius III versloegen en de hoofdstad in Susa belegerden. De laatste weerstand van de Achaemeniden was bij de "Perzische Poorten" dicht bij het koninklijke paleis in Persepolis. Het Perzische Rijk kwam nu in Griekse handen.
Langs zijn route van verovering richtte Alexander vele koloniesteden op, die hij 'Alexandrië' noemde. Daarna volgden verscheidene eeuwen waarin de Griekse invloed in Perzië zeer werd uitgebreid, met name op cultureel gebied.
Het imperium van Alexander raakte korte tijd na zijn dood verdeeld, maar Perzië bleef in Griekse handen. Alexanders generaal Seleucus nam de controle over Perzië, Mesopotamië, en later Syrië en Klein-Azië over. Zijn nakomelingen, de Seleuciden, bleven gedurende de Griekse heerschappij de regerende dynastie.
Het hellenisme deed zijn intrede. De Griekse taal, de filosofie, en de kunst kwamen met de kolonisten mee. In het vroegere imperium van Alexander werd het Grieks de algemene taal van diplomatie en literatuur. De handel met China was ten tijde van de Achaemeniden langs de zogenaamde zijderoute begonnen, maar tijdens de hellenistische periode begon de handel pas echt menens te worden. De handel over land bewerkstelligde fascinerende culturele uitwisselingen. Het boeddhisme kwam uit India overwaaien, terwijl ook het zoroastrisme zich naar het westen uitbreidde. Dit beïnvloedde uiteindelijk het jodendom. Vanuit de andere richting, Griekenland en het Midden-Oosten, verspreidde zich de hellenistische cultuur naar het oosten. Er zijn reusachtige standbeelden van Boeddha in klassieke Griekse stijl gevonden in Perzië en Afghanistan, die de mengeling van culturen illustreren, hoewel het mogelijk is dat deze 'Grieks-boeddhistische' kunst al dateert uit de tijden der Achaemeniden toen de Griekse kunstenaars voor de Perzen werkten.
Het reusachtige Seleucidische koninkrijk had al snel te lijden onder desintegratie en interne dynastieke strubbelingen. Al tijdens het leven van Seleucus werd de hoofdstad verplaatst van Seleucië in Mesopotamië naar Antiochië in Syrië waardoor het machtscentrum (te) ver naar het westen verschoof. De oostelijkste provincies lagen toen eigenlijk te ver van de hoofdstad om nog goed onder controle te houden en Bactria en Parthia braken al met het koninkrijk in 238 voor Christus. Wel bleven nog enige tijd Griekse of gehelleniseerde koningen hier aan de macht. Bactria veroverde zelfs kortstondig een flink deel van het gebied rond de Indus.
Na de overwinning van de vijfde Syrische Oorlog en zijn bemoeienissen tijdens de Tweede Macedonische Oorlog kwam Antiochus III de Grote in conflict met het Romeinse Rijk, de Romeins-Seleucidische Oorlog (192-188). Met de Vrede van Apamea speelde Antiochus een groot deel van Klein-Azië kwijt.  Onder dwang van de Romeinen moest Antiochus IV de zesde Syrische Oorlog afbreken. Bij zijn terugtocht plunderde hij Jeruzalem, het begin van de Makkabese opstand.  
Na Demetrius I Soter (162-150), de laatste grote Seleucidische koning, werd de invloed van Rome steeds groter. De dood van Antiochus VII Euergetes na de Slag bij Ecbatana in 129 v.Chr. tijdens de Seleucidisch-Parthische Oorlogen kan worden beschouwd als het eindpunt. Het imperium viel uiteindelijk uiteen door dynastieke twist en werd ingepalmd door de Parthen.

## Perzië onder bewind van de Parthen250 v.Chr. - 226 na Chr.
Parthië was het gebied ten noorden van Perzië. Zijn heersers, de Arsacidische dynastie, behoorden tot een Iraanse stam die zich daar tijdens de tijd van Alexander had gevestigd. Zij verklaarden hun onafhankelijkheid van de Seleuciden in 238 voor Christus, maar hun pogingen om zich verder in Perzië uit te breiden werden tegengewerkt door de Seleuciden tot ze ca. 170 voor Christus onder Mithridates I de Grieken beslissend versloegen. Vervolgens volgde een snelle expansie tot aan Mesopotamië.
Het rijk van de Parthen liep uiteindelijk van het Romeinse Rijk, langs de rivier de Eufraat, tot aan de rivier de Indus in hedendaags Pakistan. De twee imperiums werden belangrijke rivalen. De Parthen hadden goede schutters en bleken gelijkwaardig te zijn in strijdkracht aan de Romeinse legioenen, zoals bleek in de Slag bij Carrhae waar de Romeinen een verpletterende nederlaag leden. De oorlogen kwamen zeer frequent voor. Meestal diende Mesopotamië als slagveld. Het Kushanrijk was in het oosten de belangrijkste rivaal.
Tijdens de periode van de Parthen namen de hellenistische gewoonten geleidelijk af en een heropleving van de Perzische cultuur volgde. Maar het imperium was geen hechte politieke eenheid: de machtigste Parthische edelen waren een factor waarmee de sjah rekening moest houden. In de eerste eeuw voor Christus werd Parthië verder gedecentraliseerd en werd uiteindelijk geregeerd door een los/vast verbond van feodale edelen. De oorlogen met Rome in het westen en het Kushanrijk in het noordoosten zorgden voor een langzame uitputting van de middelen van het land.

## Sassanidisch Perzië226-650
Tijdens de regering van de Parthen was Perzië een enkele provincie in een groot, losjes gecontroleerd imperium. De lokale sjah van Perzië, Ardashir, leidde in 224 een succesvolle opstand tegen het keizerlijk gezag van het Parthische Rijk en werd na twee jaar tot de opperste koning, tot sjah, van een nieuw Perzisch Rijk gekroond.
De Sassanidische dynastie, die naar de grootvader van Ardashir werd genoemd, was de eerste inheemse Perzische dynastie sinds de Achaemeniden. Zij zagen zich als opvolgers van Darius en Cyrus en streefden een agressief imperialisme na. Zij wisten veel van het oostelijke land terug te veroveren dat de Kushans tijdens de laatste en tevens zwakke regeringsperiode van de Parthen hadden ingenomen. De Sassaniden bleven eveneens oorlog tegen Rome voeren en boekten ook tegen hun enkele belangrijke overwinningen.
Sassanidisch Perzië, in tegenstelling tot het Parthische Rijk, was een gecentraliseerde staat. De mensen werden in een kastenstelsel ingedeeld met priesters, militairen, schrijvers en burgers. Zoroastrisme werd definitief tot de officiële staatsgodsdienst verheven en werd uitgebreid buiten het eigenlijke Perzië. Er vond sporadisch vervolging van andere godsdiensten plaats. De katholieke, de orthodoxe christelijke kerk werd in het bijzonder vervolgd, maar dit was voor een deel toe te schrijven aan haar banden met het rivaliserende Romeinse Rijk. De van de orthodoxen afgescheiden nestorische christelijke kerk werd wel getolereerd en werd zelfs soms door de Sassaniden goedgekeurd.
De oorlogen en de opgelegde godsdienst droegen tot het verval van Sassanidisch Perzië bij. De oostelijke gebieden werden in de late jaren 400 door de Hephthalieten, of Witte Hunnen, veroverd. De Mazdakiten werden in dezelfde tijd opstandig. De Romeinen, nu verenigd in het Byzantijnse Rijk en oude rivalen, brachten de Sassaniden opnieuw in het nauw. Een latere leider echter, de krachtdadig optredende Khusro I, won zijn imperium gedeeltelijk terug en kon het zelfs in de christelijke gebieden van Antiochië en Jemen uitbreiden en de Byzantijnen verplichten tot het betalen van schatting om de vrede met hem te bewaren. De Sassaniden voegden tussen 605 en 629 met succes de Levant en Egypte aan het rijk toe en voerden strijd in Anatolië. Hun legers onder Khusro II bereikten zelfs de Byzantijnse hoofdstad Constantinopel, maar konden de Byzantijnen niet definitief verslaan en het leek er op dat de Sassaniden het overwicht in het Midden-Oosten hadden behaald.
Nochtans vernietigde een definitieve oorlog met de nazaten van Rome het imperium volkomen. De Byzantijnse keizer Heraclius ging in het tegenoffensief en overwon in een beslissende veldslag in Nineve in 627 de Perzische legers in Klein-Azië en in noordelijk Mesopotamië en bezorgde hun een nog zwaardere nederlaag door zelfs de Sassanidische hoofdstad Ctesiphon te bezetten. De Sassaniden moesten volgens de bepalingen van het vredesverdrag met keizer Heraclius al hun veroverde land opgeven en zich tot achter de Eufraat terugtrekken. Hoge belastingen en de zeer lange oorlog veroorzaakten opstanden in het imperium. Khusro II werd in 628 vermoord en er volgde na de dood van zijn opvolger Kavad II in hetzelfde jaar een periode van anarchie. De opvolgende Sassanidische sjahs hadden geen controle meer over het land. Voordat de Byzantijnen daarvan gebruik konden maken om definitief het Perzische Rijk te onderwerpen trokken de legers van de nieuwe godsdienst, van de islam het land binnen.
De laatste Sassanidische heerser Yazdagird III besteeg in 632 de troon, maar werd constant door de moslimlegers belaagd. In 636 volgde een belangrijke nederlaag tegen de moslims toen Ctesiphon werd ingenomen en in 642 de definitieve nederlaag toen het Sassanidische leger in de pan werd gehakt. Een restant van het rijk kon zich nog even in het oosten, in Khorasan handhaven. Dat was ook afgelopen toen Yazdagird in 644 zijn laatste nederlaag aan de Oxus tegen de moslims leed en hij naar T'ang China vluchtte. Hij probeerde nog tevergeefs opstanden op te zetten tegen de nieuwe heersers in Perzië, maar werd in 651 in Merv vermoord. Binnen een eeuw was de overheersende rol van Perzië, en ook van rivaal Byzantium, in het Midden-Oosten uitgespeeld en vervangen door het eerste Arabische kalifaat.

## Safawieden1501-1736

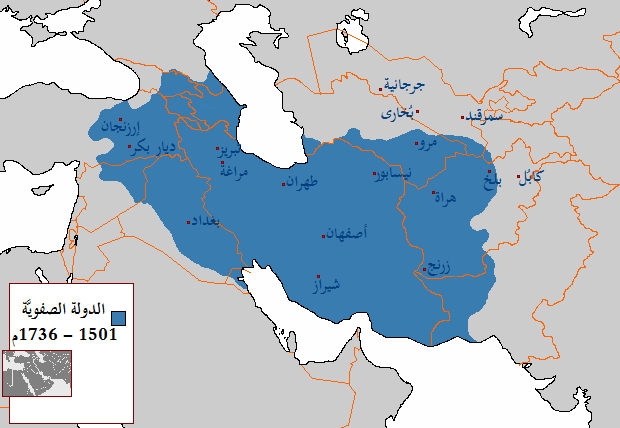
Het Safawieden Rijk

De Safawieden regeerden over Perzië van 1501 tot 1736 en voerden het sjiisme in als staatsgodsdienst. Zij creëerden een centrale staat die veel bijdroeg aan het ontstaan van een Perzische identiteit, nadat het gebied in de jaren ervoor verdeeld was geweest onder Mongoolse en Turkse heersers.
De dynastie had haar oorsprong in een soefi-orde afkomstig uit de plaats Ardebil, in de huidige Iraanse regio Azerbeidzjan. Ze was vernoemd naar sjeik Safi Al-Din (1252-1334). De stichter van het Safawiedenrijk was sjah Ismail I die heerste van 1501-1524. De leden van de dynastie spraken en schreven Azerbeidzjaans-Turks, maar de bestuurstaal van het rijk was Perzisch.
Het rijk kende zijn grootste bloei onder sjah Abbas I de Grote. Deze verklaarde Isfahan, een stad die onder zijn leiding tot grote bloei kwam, tot zijn hoofdstad. In deze zelfde periode had ook de VOC een handelspost in Isfahan.
Abbas de Grote erkende het commerciële voordeel van het promoten van kunst - ambachtelijke producten zorgden voor een groot deel van de buitenlandse handel van Iran. In deze periode ontwikkelde zich ambachten als tegelmaken, aardewerk en textiel en werden grote vorderingen gemaakt in miniatuurschilderkunst, boekbinden, decoratie en kalligrafie. In de 16e eeuw evolueerde tapijtweven van een nomadisch en boerenambacht tot een goed uitgevoerde industrie met specialisatie van ontwerp en productie. Tabriz was het centrum van deze industrie. De tapijten van Ardebil werden in opdracht gemaakt om de Safawieden-dynastie te herdenken. De elegant barokke maar beroemde 'Polonaise'-tapijten werden in de 17e eeuw in Perzië gemaakt.
Met behulp van traditionele vormen en materialen introduceerde Reza Abbasi (1565-1635) nieuwe onderwerpen in de Perzische schilderkunst: halfnaakte vrouwen, jongeren, geliefden. Zijn schilder- en kalligrafische stijl beïnvloedden Perzische kunstenaars gedurende een groot deel van de Safawidische-periode, die bekend werd als de Isfahan-school. Toegenomen contact met verre culturen in de 17e eeuw, met name Europa, zorgde voor een boost van inspiratie voor Perzische kunstenaars die modellering, verkorting, ruimtelijke recessie en het medium olieverfschilderij adopteerden (Sjah Abbas II stuurde Muhammad Zaman om in Rome te studeren). Het epische Sjahnama ("Boek der Koningen"), een schitterend voorbeeld van manuscriptverlichting en kalligrafie, werd gemaakt tijdens het bewind van sjah Tahmasp. (Dit boek is geschreven door Ferdowsi in 1000 na Christus voor Sultan Mahmood Ghaznawi) Een ander manuscript is de Khamsa van Nizami, uitgevoerd in 1539-1543 door Aqa Mirak en zijn school in Isfahan.

## Afshariden1736-1796
De Afshariden regeerde over het Perzische Rijk het werd opgericht door de Turkmeense Afshar-stam in de noordoostelijke provincie Khorasan van Iran, die over Iran (Perzië) regeerde. De staat werd geregeerd door de Afshariden-dynastie in het midden van de achttiende eeuw. De dynastie werd in 1736 gesticht door de briljante militaire commandant Nader Sjah, die het laatste lid van de Safawieden-dynastie afzette en zichzelf uitriep tot de sjah van Perzie.
Tijdens het bewind van Nader bereikte Perzië/Iran zijn grootste omvang sinds het Sassanidische Rijk. Op zijn hoogtepunt controleerde het Perzië, Centraal-Azië, de Kaukasus, delen van Arabië, Mesopotamië en Indië. Na zijn dood was het grootste deel van zijn rijk verdeeld tussen de Zands, Durranis, Georgiërs en de Kaukasische khanaten, terwijl de heerschappij van de Afshariden beperkt was tot een kleine lokale staat in Khorasan. Ten slotte werd de Afsharid-dynastie omvergeworpen door Agha Mohammad Khan Qajar in 1796, die een nieuw inheems Iraans rijk zou stichten en de Iraanse heerschappij over verschillende van de bovengenoemde regio's zou herstellen.

## Zand1750-1794
de Zand dynastie of de Zandiyeh dynastie regeerde over Perzië van 1750 tot 1794. Ze werd gesticht door Karim Khan, hoofd van de Zand clan van de Lorse Lak stam, die de macht van de Safawieden en Afshariden overnam.
De hoofdstad was Shiraz. Karim Khan had de Britten een handelsmissie toegestaan te Bushehr.
Na de dood van Karim Khan in 1779 volgde zijn incompetente zoon Abu al-Fath hem op. Zaki Khan, Ali Morad en Jafar Khan konden niet beletten dat de Kadjaren terrein veroverden. In 1789 riep Lotf Ali Khan zichzelf tot Sjah uit. Hij vocht tot 1794 tegen de Kadjaren, maar werd in het fort van Bam gevangen en gedood.

## Kadjaren1785-1925
De Kadjaren waren de heersende dynastie van 1796 tot 1925 over het Perzische rijk heerste. De Europese machten Rusland en het Verenigd Koninkrijk breidden hun macht in Perzië stevig uit in deze periode. Perzië moest diverse noordelijke delen, waaronder het huidige Oost-Georgië, Armenië, Dagestan, en Azerbeidzjan afstaan aan de Russen, tijdens de Russisch-Perzische Oorlog (1804-1813) en Russisch-Perzische Oorlog (1826-1828) en de daaruit volgende verdragen van Gulistan en Torkamanchai.
Om een verdere expansie van de Russen tegen te gaan, ging Perzië een strategische alliantie aan met het Verenigd Koninkrijk. Zo verkreeg dat land diverse belangrijke commerciële belangen, waaronder het recht te boren naar aardolie. Aan het eind van de negentiende en begin van de twintigste eeuw werd het land gemoderniseerd en in 1906 kreeg het een parlement. Tijdens de Eerste Wereldoorlog vormden de Ottomanen een bedreiging voor Perzië en verdedigden Rusland en het Verenigd Koninkrijk Perzië én zijn strategisch belangrijke oliegebieden

## Pahlavi's1925-1979
In 1921 pleegde de Perzische kozakken-generaal Reza Khan samen met de journalist Zia al-Din Tabataba'i een staatsgreep. De macht van de Kadjaren-sjah Ahmad Kadjar werd drastisch ingeperkt. Tabataba'i was voorstander van het oprichten van een op het Westen en Atatürk georiënteerde republiek. Hoewel Reza Khan ook streefde naar een westerse staat, begreep hij dat wanneer de monarchie zou worden afgeschaft, de sjiitische geestelijken en het volk in opstand zouden komen. In 1925 vertrok sjah Ahmad Kadjar in ballingschap naar Frankrijk. In 1926 riep Reza Khan zich zelf uit tot Reza Sjah, met de pre-islamitische en dynastieke naam Pahlavi. Naar het voorbeeld van de Turkse president Atatürk en de Afghaanse sjah Amanoellah Sjah, begon Reza Sjah aan een ambitieus hervormingsplan.
Er werd een verregaande secularisatie doorgevoerd, en de sjah wilde dat Perzië binnen enkele jaren werd omgevormd in een moderne staat naar westers model. Hij verving de sharia door een burgerlijke wetgeving en nam de geestelijken hun bezittingen af. Hij onderdrukte de Asjoera-festiviteiten (het belangrijkste sjiitische festival) en verbood de moslims de hadj te maken. Ook islamitische kleding werd verboden en zijn soldaten hadden de gewoonte om sluiers van vrouwen met hun bajonetten af te rukken. In 1935 werden honderden vreedzame demonstranten tegen de kledingwetten voor een belangrijk heiligdom door soldaten neergeschoten. De sjah verzuimde echter om de levensstandaard van de arme bevolking te verbeteren en het grootgrondbezit bleef bestaan.
In de jaren dertig werd nazi-Duitsland Irans belangrijkste handelspartner. De sjah raakte onder de indruk van Hitlers beleid, maar werd geen fascist. Bevreesd dat Reza Shah de zijde van de asmogendheden (Duitsland, Italië) zou kiezen, vielen de Sovjet-Unie en Groot-Brittannië in 1941 het land binnen. Het noorden van het land werd een Sovjet-Russische bezettingszone, het zuiden een Britse bezettingszone. De pro-Duits geachte sjah werd naar Johannesburg verbannen waar hij in 1944 overleed. De oudste zoon van Reza Sjah, Mohammed Reza Pahlavi (1919-1980), volgde zijn vader op 16 september 1941 als sjah van Perzië op. De Russen steunden de procommunistische Tudehpartij, terwijl de Britten liever de sjah aan de macht zagen.
Medio 1946 vertrokken de Britten uit Iran. In 1946 verklaarden de Noord-Iraanse regio's Azerbeidzjan en Koerdistan zich met Russische hulp onafhankelijk. Stalin en de sjah kwamen echter overeen dat het Rode Leger zich in ruil voor olie zou terugtrekken. De Russen lieten hun steun aan Azerbeidzjan en Koerdistan varen, waarop de regio's vrij gemakkelijk door het keizerlijk leger werden bezet.
Mohammad Reza de zoon van Reza Sjah wilde net als zijn vader Perzië moderniseren ten koste van traditionele Iraanse waarden. Procommunistische stakingen bij olieraffinaderijen, leidden eind jaren vijftig tot het verbod op de Tudehpartij. In 1957 kreeg Perzië een tweepartijenstelsel.
De sjah kondigde in 1963 de Witte Revolutie af. De Witte Revolutie voorzag in landhervormingen, vrouwenemancipatie en algemeen kiesrecht. De geestelijkheid verzette zich hevig tegen de landhervormingen (de geestelijkheid was de grootste grootgrondbezitter), maar steunde het voorstel om algemeen kiesrecht in te voeren. In de jaren zeventig was er een enorm contrast ontstaan tussen het platteland en de grote stad. In de grote steden leefden de middenklasse en hoge klasse in een westerse levensstijl. Op het platteland leed men armoede, omdat de landhervormingen weinig succesvol verliepen (de grootgrondbezitters verdeelden het land onder familieleden, waardoor de kleine boer of landarbeider alsnog geen land verkreeg).
Een van die toonaangevende geestelijken was ayatollah Ruhollah Khomeini. Khomeini leefde tot 1975 in ballingschap in Najaf in Irak, maar toen de toenmalige Iraakse regering en de sjah een vriendschapsverdrag ondertekenden, werd Khomeini Irak uitgezet. Later vormde hij een Revolutionaire Raad in Parijs, waarin naast orthodoxe-sjiitische leiders, ook liberale-sjiieten zitting hadden.

Door de overeenkomst tussen Irak en de sjah, schafte de sjah het tweepartijenstelsel af en voerde een eenpartijstelsel in, met de Partij voor de Iraanse Herrijzenis als enige toegestane partij. De macht van de sjah nam nog verder toe en hij werd gesteund door zijn premier, Amir Hoveida.

## Websites
- Ancient Persia --- The Achaemenid Dynasty (550–330 B.C.)
- Universiteit van Fordham. Persia, Internet Ancient History Sourcebook
- Documentatiecentrum van de Organisatie van het Cultureel erfgoed van Iran. gearchiveerd
- Onderzoekscentrum van Iran voor Behoud van Culturele Overblijfselen. gearchiveerd

- Nationale Bibliotheek van Tsjechië: ge131502